# 藏南粉报春
藏南粉报春（学名：Primula jaffreyana）为报春花科报春花属下的一个种。

## 扩展阅读
- 維基物種上的相關：藏南粉报春